# 세쿼이아속
세쿼이아속(학명: Sequoia)은 세쿼이아와 몇몇 멸종된 식물을 포함하는 속이다.

## 사진 갤러리

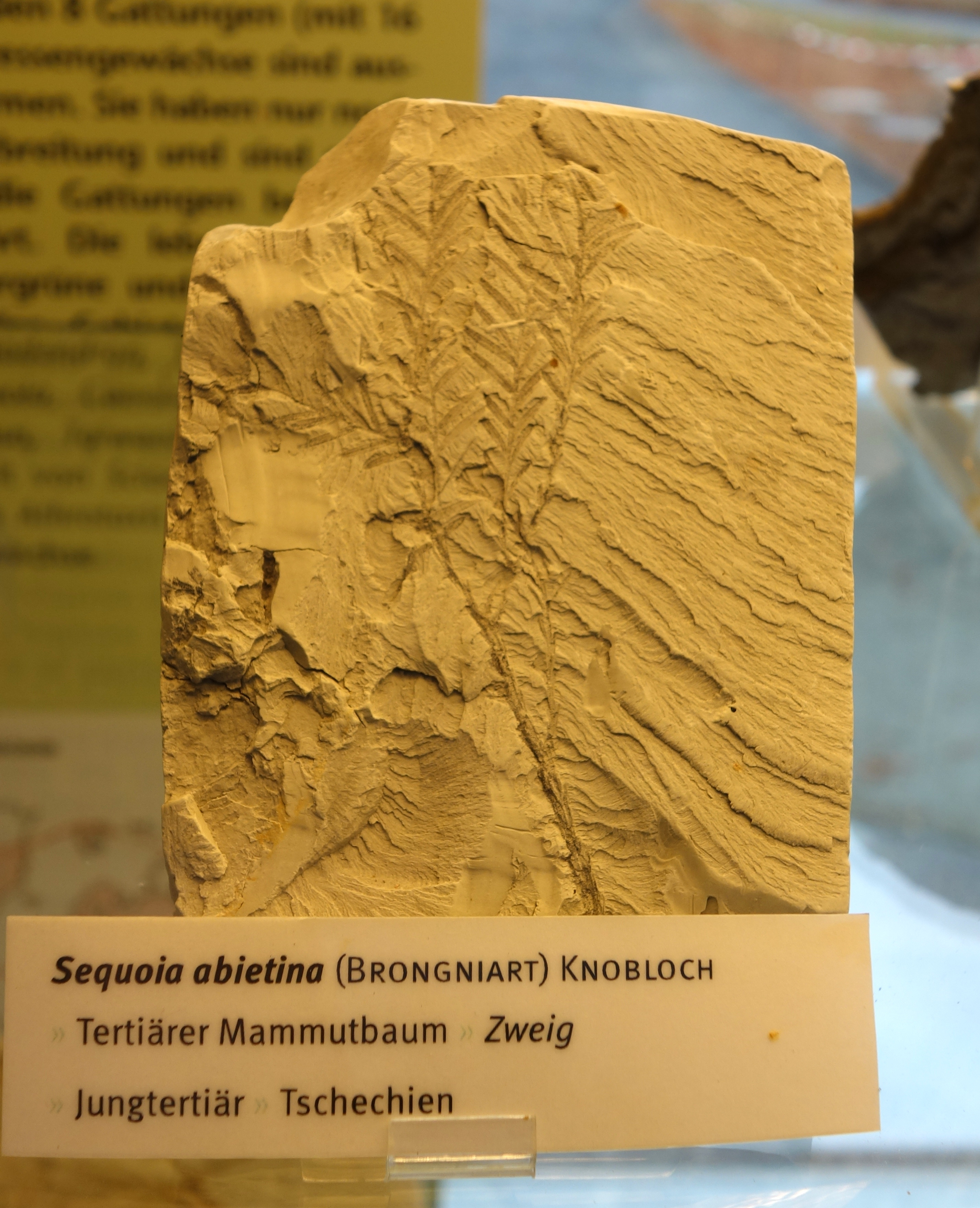
†Sequoia abietina
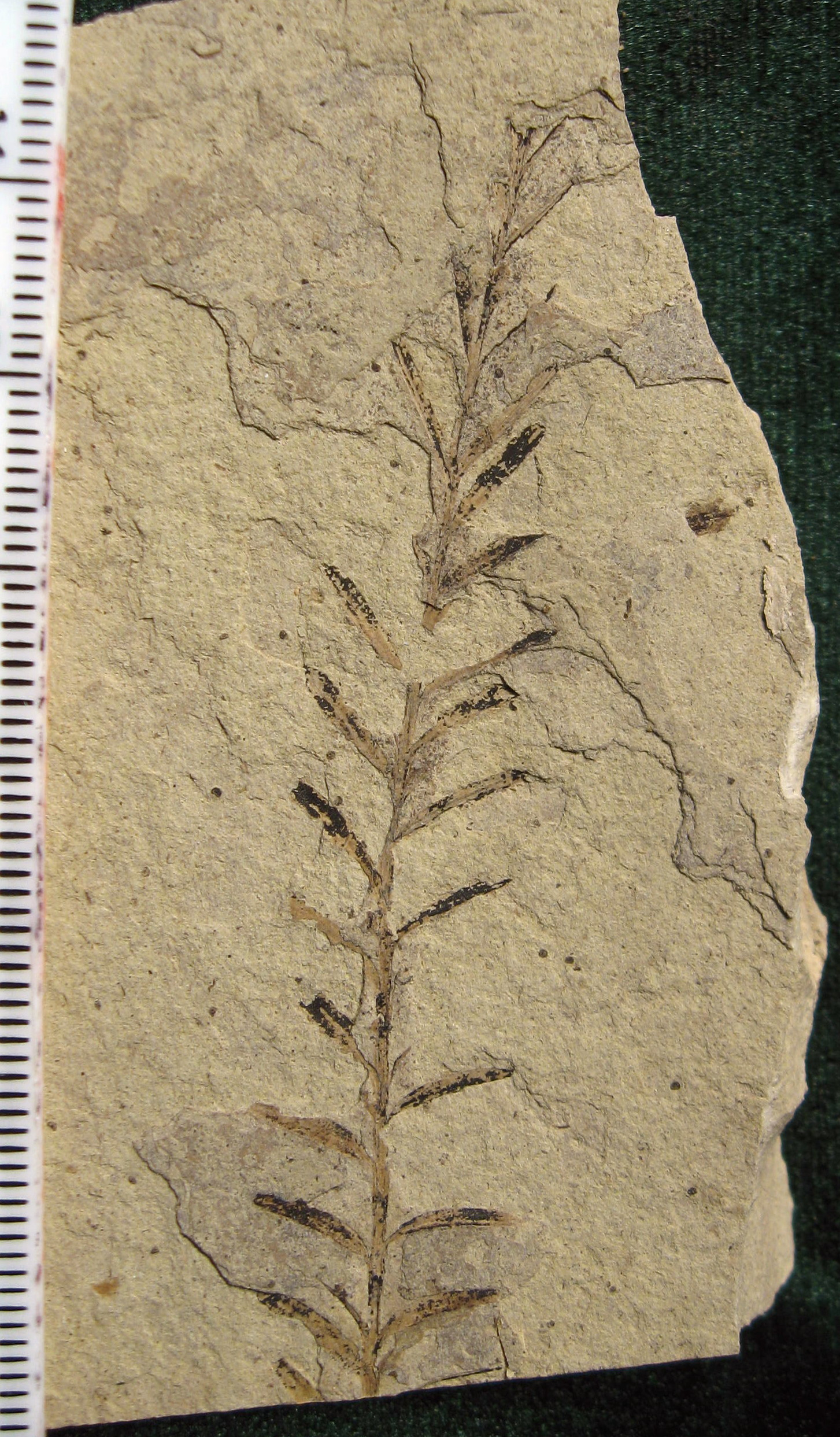
†Sequoia affinis
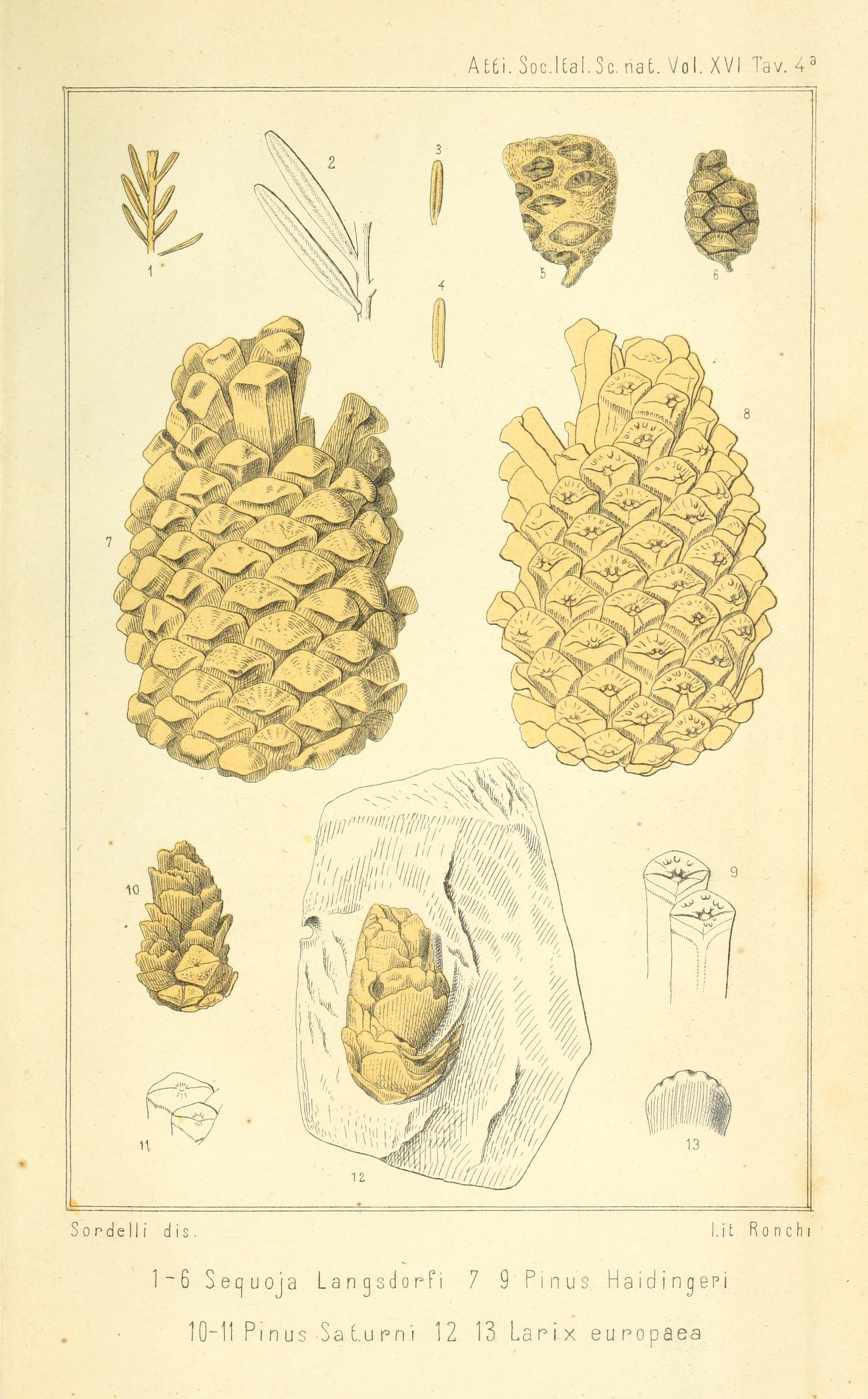
†Sequoia langsdorfii
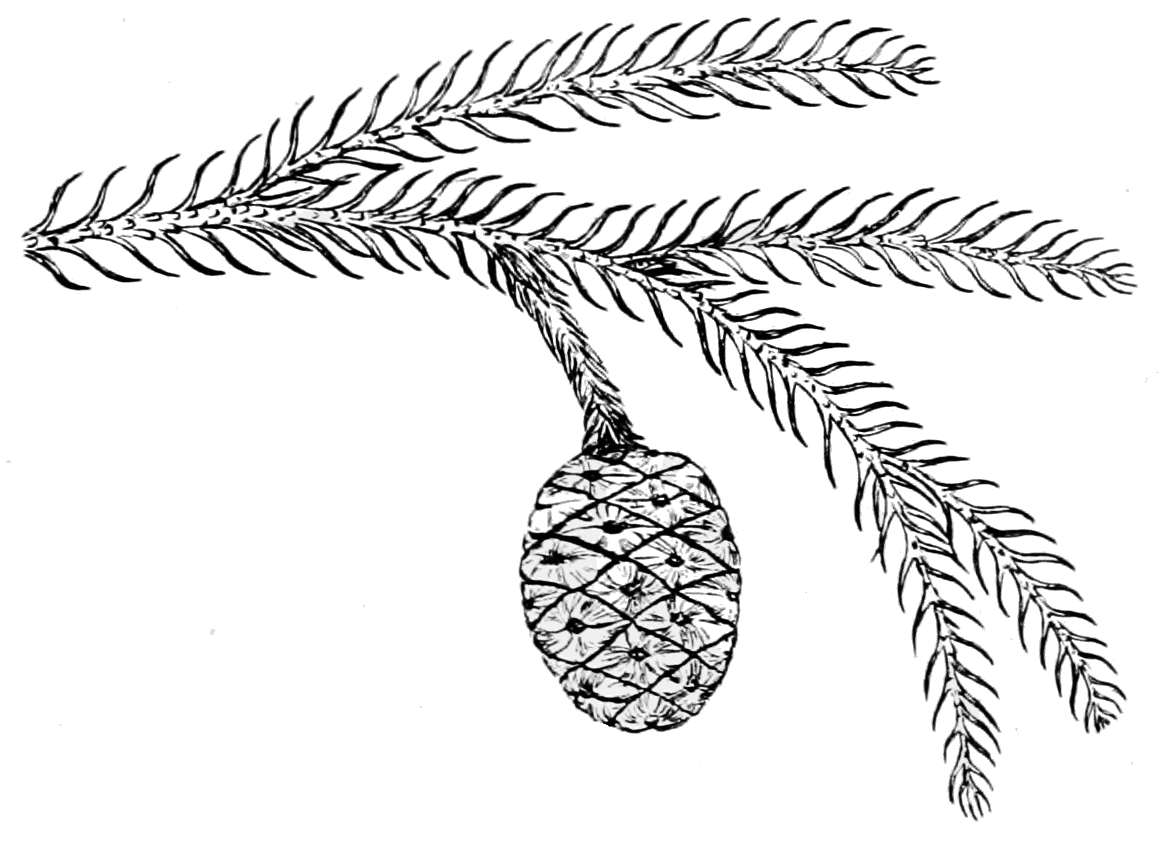
†Sequoia reichenbachi

## 같이 보기
- 뮤어우즈 국립기념물
- 레드우드 국립 및 주립공원